# يوسف الصديق (مركز)
لمركز ومدينة  يوسف الصديق هو أحد المراكز الستة لمحافظة الفيوم بمصر. عدد سكانها 764,450 نسمة (تعداد 2000)، وتبلغ مساحته ( 61969 ) فدان وتبلغ المساحة المنزرعة به ( 51555 ) فدان .
عدد الوحدات	7	عدد القرى 16 عدد العزب والتوابع 213
وحدات المحلية:	كحك – النزلة – الحامولي – المشرك قبلي/ غيضان – وادي الريان – قارون - الشواشنة _ السقعية 